# كارل أمبيسبشلر
كارل أمبيسبشلر (بالألمانية: Karl Ameisbichler)‏ (مواليد 1927) هو ملاكم نمساوي، مثّل بلاده في الألعاب الأولمبية الصيفية 1948.

## روابط خارجية
كارل أمبيسبشلر على موقع أوليمبيديا (الإنجليزية)